# 青蓮寺ダム

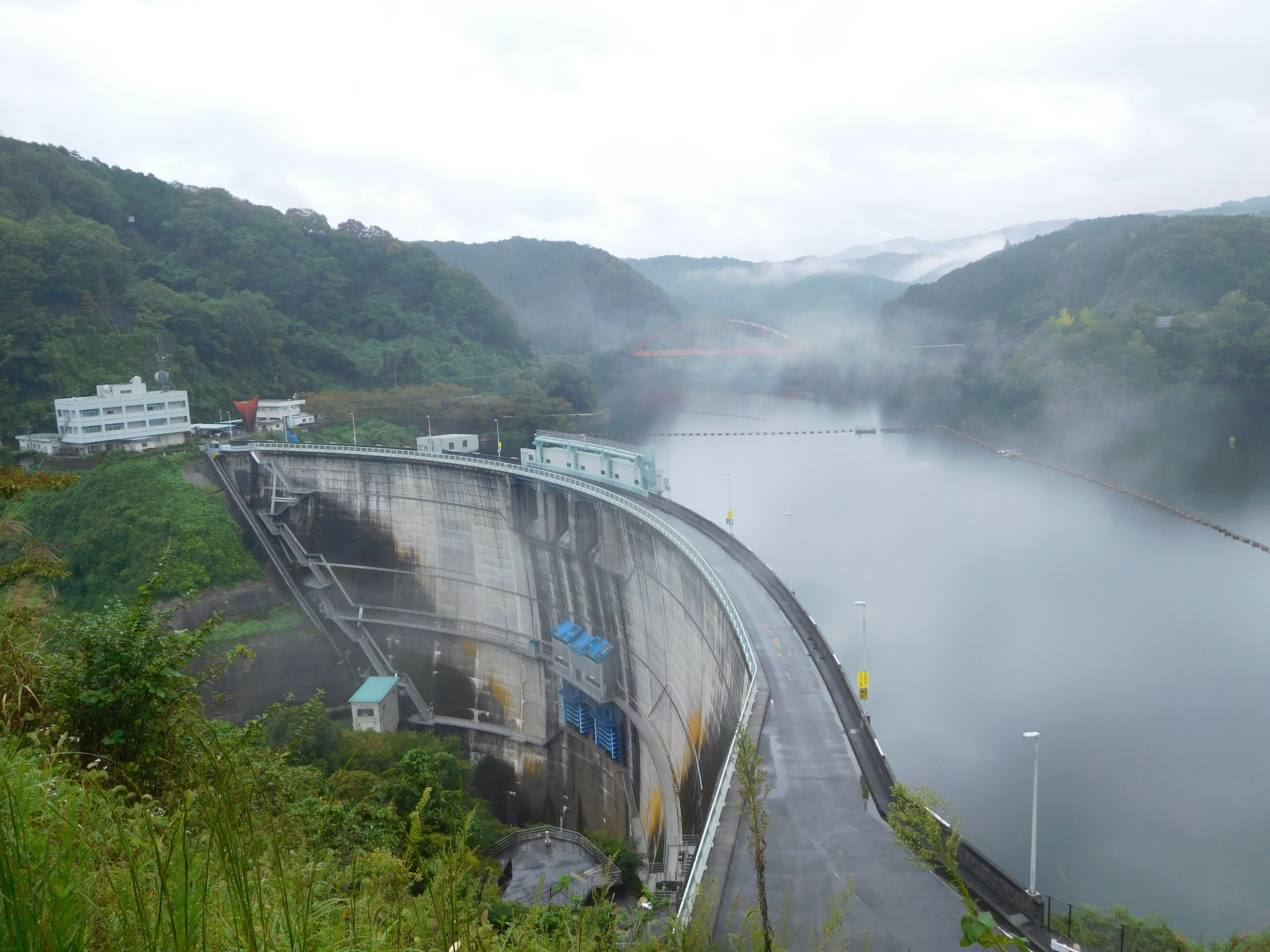
高台から見た青蓮寺ダム

青蓮寺ダム（しょうれんじダム）は、三重県名張市青蓮寺地先、淀川水系木津川左支名張川の左支、青蓮寺川に位置するダムである。木津川上流ダム群の1つ。

## 沿革
1954年（昭和29年）に「淀川水系改修基本計画」が定められ淀川水系では琵琶湖を中心にした総合開発が計画された。これは1953年（昭和28年）の台風13号による淀川未曾有の大水害が起こるに至り、総合的な治水対策を計画したものであり根幹としてダムによる洪水調節が計画された。これにより淀川本川では瀬田川洗堰改築や天ヶ瀬ダムが建設省（現・国土交通省近畿地方整備局）により手掛けられ、木津川流域でも左支川・名張川流域に「木津川上流総合開発事業」として名張川・月ヶ瀬ダム（後の高山ダム）と宇陀川・宇陀川ダム（後の室生ダム）が計画された。だが、1959年（昭和34年）の伊勢湾台風にて1953年台風13号水害を上回る出水が記録された為、洪水調節の計画改訂に迫られた。この計画改訂において木津川上流域への新規ダム建設が想定された。
一方阪神圏の人口と工業生産は戦後も留まる事が無く、水需要は厳しい状況となっていた。1962年（昭和37年）「水資源開発促進法」による水資源開発公団（現・独立行政法人水資源機構）が発足し利根川水系と共に淀川水系は水資源開発を系統的かつ効率的に実施する為、「水資源開発指定水系」として総合的水資源開発を推進する事になった。この中で建設省が計画を進めていた高山ダムが公団に事業移管されたが、名張川筋の新規ダム開発は公団に委ねられる事となった。
青蓮寺ダムは建設省からの継承事業ではなく、公団が実施計画調査から手掛けた事業第1号のダムとして1964年（昭和39年）から建設が開始され、1970年（昭和45年）に完成した。ダムの型式は天ヶ瀬ダムに続くアーチ式コンクリートダム、高さは82.0 m。名張川及び淀川沿岸の洪水調節、木津川・名張川流域の既得用水補給を図る為の不特定利水、伊賀盆地の新規灌漑、大阪市・大阪府・尼崎市・西宮市等の阪神圏と名張市への上水道供給、中部電力の発電（2,000 kW）を目的とした多目的ダムである。

## 青蓮寺湖

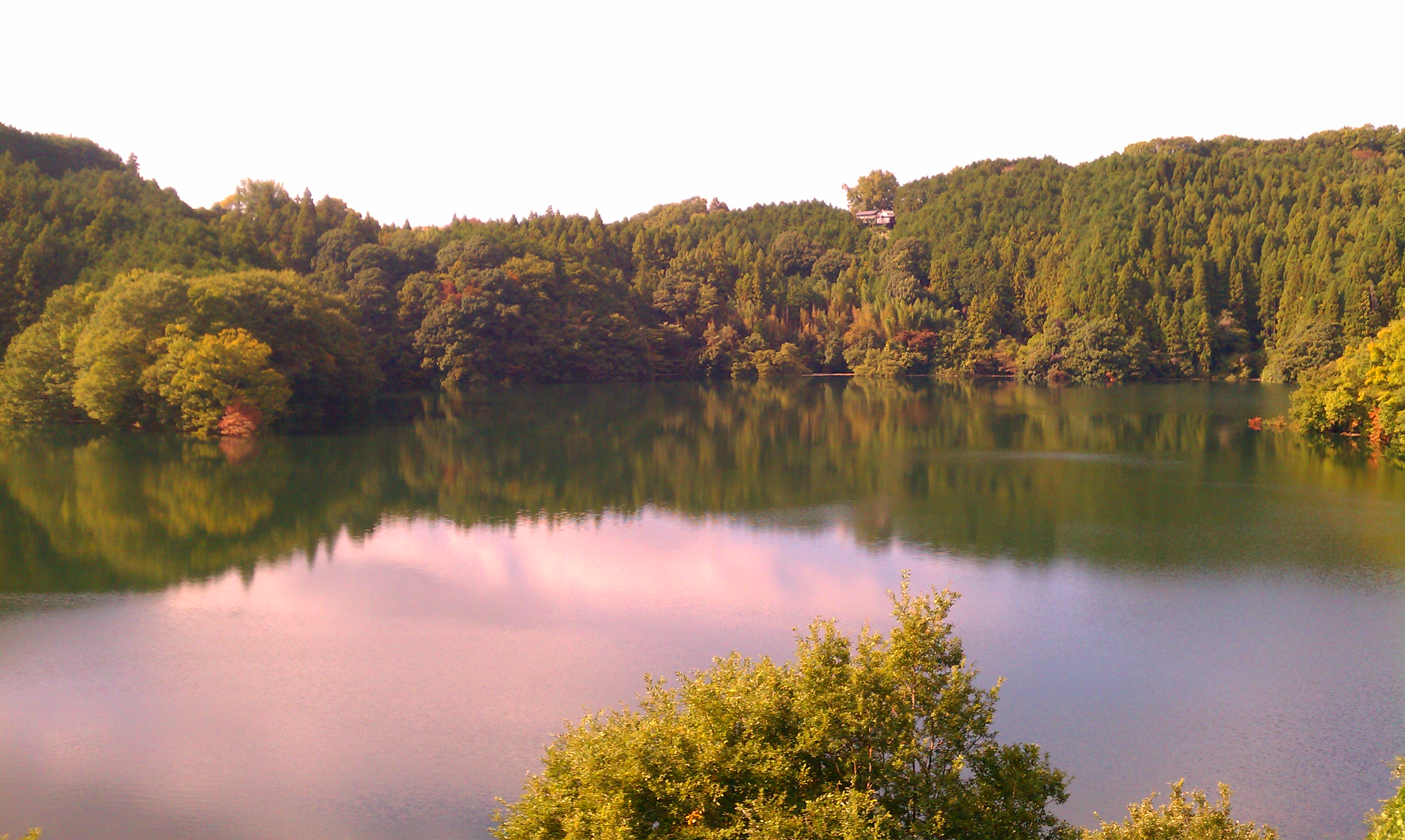
青蓮寺湖

ダム湖は「青蓮寺湖」と呼ばれる。このダム付近は、近鉄大阪線名張駅から近い事もあり大阪のベッドタウンとして新興住宅地が両岸に多数あり、人口密集地帯の中にある都市型ダムである。付近一帯は室生赤目青山国定公園に指定されている地域も多く、青蓮寺川上流には紅葉の名所・香落渓があり、山を越えると赤目四十八滝もある。青蓮寺川流域は、短い流路の中でその様相が大きく変わる河川でもある。